# Provincia de la Gran Polonia
La provincia de la Gran Polonia (en polaco: Prowincja Wielkopolska) fue una división administrativa de la Corona del Reino de Polonia desde 1569 hasta 1795. El nombre de la provincia proviene de la tierra histórica de la Gran Polonia.
La provincia de la Gran Polonia constaba inicialmente de doce voivodatos (a partir de 1768 de trece) y un ducado:
1. Voivodato de Brześć Kujawski
2. Voivodato de Chełmno
3. Voivodato de Gniezno, fundado en 1768
4. Voivodato de Inowrocław
5. Voivodato de Kalisz
6. Voivodato de Łęczyca
7. Voivodato de Malbork
8. Voivodato de Mazovia
9. Voivodato de Płock
10. Voivodato de Pomerania
11. Voivodato de Poznan
12. Voivodato de Rawa
13. Voivodato de Sieradz
14. Príncipe-Obispado de Varmia

La ubicación del Tribunal de la Corona para la provincia de la Gran Polonia (el tribunal de apelación más alto de la provincia) fue Piotrków Trybunalski, y después de la Convocatoria Sejm de 1764 también Poznan y Bydgoszcz.